# Tetta Kawai
Tetta Kawai (japanisch 河井 哲太 Kawai Tetta; * 8. Mai 2000 in der Präfektur Osaka) ist ein japanischer Fußballspieler.

## Karriere
Kawai erlernte das Fußballspielen in der Jugendmannschaft von Gamba Osaka. Die U23-Mannschaft des Vereins spielte in der dritten Liga, der J3 League. Bereits als Jugendspieler absolvierte er 14 Drittligaspiele.